# Helicoconis nebulosa
Helicoconis nebulosa là một loài côn trùng trong họ Coniopterygidae thuộc bộ Neuroptera. Loài này được Fraser miêu tả năm 1957.